# امانیه (تهران)
محله امانیه محله‌ای واقع در ناحیه ۲ شهرداری منطقه ۳ تهران و دارای مساحتی حدود ۳۷۰هکتار است. این محله از شمال به اتوبان چمران و مدرس، از شرق به اتوبان مدرس، از جنوب به خیابانهای آرش، اسفندیار و نیایش محدود است.
حیطه غربی را اماکنی چون مسجد بلال حبشی، هتل استقلال، سازمان صدا و سیمای جمهوری اسلامی ایران و پارک ملت در بر گرفته است.
بر اساس سرشماری سال ۱۳۸۵ مرکز آمار ایران، جمعیت کل افراد ساکن محله امانیه ۲۹۲۴۳نفر بوده که شامل ۱۴۲۰ نفر مرد و ۱۵۰۴۱ نفر زن است. همچنین تعداد خانوار ساکن در محله امانیه ۹۲۵۱ است.

## تاریخچه محله
امانیه به نام دکتر امانپور نامگذاری شده و نام‌های دوره رضاشاه می‌باشد. تپه‌های امانیه در جنوب تجریش و شرق خیابانهای پهلوی است. سرتپه‌های امانیه مقداری اراضی مسطح و هموار بود.
معروف بوده‌است این قسمت از تپه‌های جلوی چشم‌انداز ایوان ساختمان معیرالممالک را در باغ فردوس می‌گرفت و منظره خوب دیده نمی‌شد. دستور داد شد سر آن را تراشیده و صاف شود. حکم الممالک پسر میرزا اسماعیل خان که اول یهودی بود، بعد مسلمان گردید و پیشخدمت محمد شاه شد. حکم الممالک طبیب محمدشاه و ناصرالدین شاه بود وقتی هم حاکم قم شد. در سال ۱۲۴۹ قمری متولد شد و در سال ۱۳۲۱ قمری وفات یافت (ستوده، ۱۳۷۱)
دهخدا نیز می‌آورد: " جایی است در تهران به شمیران در جاده پهلوی که به تازگی در آنجا ساختمان و باغ‌ها احداث شده‌است " (دهخدا، ۱۰۲:۱۳۳۸)
نجم آبادی دررابطه با موقعیت فعلی محله امانیه بیان می‌دارد: " محله امانیه و خیابان افریقا برروی مسیل قرار گرفته و دارای قنات‌های بسیار زیادی است ".
وی در رابطه با وضعیت توسعه محله امانیه در سال‌های دهه ۴۰ بیان می‌دارد: افرادی علاقه‌مند به ساخت و ساز بودند به این محله آمدند بخش‌هایی از این خیابان (آفریقای فعلی و جردن سابق) را گرفتند و شروع به ساخت و ساز کردند. به همین جهت وقتی از جنوب به سمت شمال این خیابان می‌رویم هیچ کوچه شبیه را نمی‌بینید. معمولاً هریک از کوچه‌ها جز ملک یک فرد بودند. در آن زمان انتخاب نام‌های کوچه‌های این خیابان بر اساس اسامی موجود در کتاب گلستان سعدی بود. هر چند عامل مشهور شدن این محل در دهه سی و چهل وجود رستوران قلعه مربوط به کارگردان معروف  همایون شهنوار  و کباب مفیدی مربوط به    محمدابراهیم مفیدی   پهلوان مشهور تجریشی بود که با توجه ارتباط وی با افراد سرشناس آن زمان و حضور آنها در رستوران به آن محل رونق بخشیده بود(مصاحبه با نجم‌آبادی، ۱۳۸۸)
یکی از مهم‌ترین خیابانهای محله امانیه، خیابان آفریقا است. نام اسبق این خیابان جردن می‌باشد. در اینجا لازم به توضیح است که این خیابان به نام دانشمندی آمریکایی به نام جردن است این فرد در ایران از بانیان مدارس البرز و کمال است که جزء بهترین مدارس تهران است.